# 無政府資本主義
無政府資本主義（英語：anarcho-capitalism），也译作安那其资本主义，简称安资（英語：ancap, an-cap），是一種建立在個人主權概念上的個人主義哲學，持該哲學者要求禁止使用強迫的力量和詐騙的行為。無政府資本主義者認為只有從所有权基準、以及主權個體間自願簽訂的無限制的契約權利所衍生的法律才是正當的。根源於這個基礎上，無政府資本主義反對国家進行不正當的壟斷，以及對於個體主權的侵犯，並支持反中央集權而自由放任的資本主義制度。无政府资本主义者強調對於個人自由與個人所有权的保護，主張廢除以非自願的稅賦來支撐的政府壟斷，而改由人們自願出資的私人公司來提供對於個人自由和財產的保護服務。也因此，他們相信所有的產品和服務—包括對於人們自由和財產的保護都必須經過自由市場的機制來提供。對於無政府資本主義者而言，財產是可以透過自願的貿易、送禮、或拋棄行為來轉換，但若經由非自願的徵收來取得他人財產則是一種非法的方式—無論此種徵收行為是出自其他個體、團體、或是國家都亦然。
無政府資本主義的基本原則是主張沒有國家控制的資本主義制度，而最早提出無政府资本主義一詞的是20世紀中葉奧地利經濟學派的經濟學家及自由意志主義者穆瑞·羅斯巴德，該主張綜合了奧地利經濟學派裡的經濟學、古典自由主義、和19世紀的美國個人無政府主義。羅斯巴德的無政府資本主義理論強調個人主權的至高無上、以及互不侵犯的原則。不過無政府資本主義者之間也有些不同的哲學理論。羅斯巴德也將他的哲學建立在自然法上。至於其他一些人；如大衛·弗里德曼（米爾頓·弗里德曼的儿子）則採取務實的結果主義（功利主义）的方式：主張無政府资本主义應該被採用的理由在於那必然是優於其他制度的選擇。另一方面，新興的學者漢斯-赫爾曼·霍普則以「立論倫理學」來辯護「私人財產無政府主義」的正當性，則更接近羅斯巴德的自然法理論。

## 理念

### 互不侵犯原則

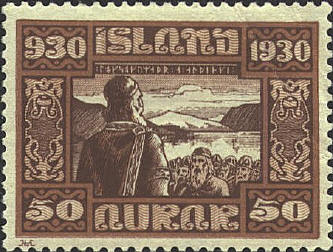
慶祝冰島國會成立一千週年的紀念郵票。依據大衛·佛利民的說法，中世紀的冰島社會有一些無政府資本主義的特色。族長資格可以被買賣，而且也沒有壟斷的現象；個人可以自由選擇加入的部族。

無政府資本主義在羅斯巴德和其他人的闡述下，堅定抱持著自由意志主義裡的互不侵犯原則：
……自由意志主義政治理論的基本原則便是主張所有人都是自我所有的，對他自己的身體有著絕對的管轄權。在實行上，這意味著沒有任何人能夠正當地侵犯或侵略另一個人的身體。由這裡它主張每個人都能正當地擁有那些之前未被人佔有的資源，或是「經由他勞動所得」的資源。從自我所有權和佔有權這兩個原則裡，便正當化了整個以財產權利所有權為根基的自由市場社會。這個制度確立了每個人擁有他自己身體的權利、捐贈的權利、或遺產的權利（以及伴隨而來的接收或繼承遺產的權利）、以及藉由契約來交換財產所有權的權利。
一般而言，互不侵犯原則可以說是禁止先行使用暴力、或是使用威脅的力量來侵犯他人的身體（例如直接的暴力、攻擊、謀殺）和財產（例如詐騙、入屋行竊、盜竊、課稅）。「先行使用暴力」通常指的是侵略和強迫的行為。在這個原則上的立場便是無政府資本主義與自由意志主義的主要差別之一，小政府主義的自由意志主義者會贊同保留最小規模而又最不具侵略形式的國家制度，保留公共警察、法庭、和軍隊。相較之下，無政府資本主義排斥任何層次的國家干預，將國家定義為一種強迫的獨裁、以及在人類社會裡唯一能透過「合法」侵略來獲取收入的實體，也因此必然是一個違反了自由意志主義中心原則的實體。羅斯巴德和一些人認為不侵犯原則可以套用在道德或自然法基礎的本質上；其他一些人如大衛·佛利民則採取結果主義或利己主義的方法來解釋，而非堅持侵犯在本質上是不道德的，他們主張以法律對抗侵犯的工作只有可能是交給那些出於自私的政黨們來達成。在互不侵犯原則的問題上，羅斯巴德定義了他对無政府主義的理解：「無政府主義是一種不認可任何對『身體和財產』的侵犯的制度」，並說道：「無政府主義的意圖是要廢除國家；換言之，就是要廢除具侵略和強迫性的合法機構。」羅斯巴德在接受New Banner採訪時說道：「資本主義是無政府主義的最佳路線，而無政府主義也是資本主義的最佳路線。」

### 原始佔用
無政府資本主義的中心思想是自我所有權和原始佔用。
所有人都正當地擁有他自己的身體、以及所有由他以自己的身體去佔據的自然土地和物品—只能是在沒有任何人先行佔據或使用了這些土地和物品的情況之下。這種由一個人「原始佔用」的土地和物品，代表著他有權利以任何他想要的方式去使用並轉移這些土地和物品—只能是在沒有未經同意的影響其他人的土地物品和身體之完整的情況下。尤其是，如果這個土地和物品已經人先佔用了，那麼依據约翰·洛克的說法，這些「混合了一個人的勞動成果」的土地和物品的所有權就只能經由自願地—契約—來轉換給另一個所有人。
| 無政府資本主義所使用的以下術語可能與其他無政府主義流派所慣用的術語不同： - 無政府主義：反對先行使用任何形式的強迫力量（包括對於國家的反抗）的所有哲學 - 契約：一種人與人之間的自願約束協議 - 強迫：以暴力或威脅去侵犯他人的身體和財產 - 資本主義：生產工具是由私人所有的經濟制度，以及投資、生產、銷售、收入、和價格是由自由市場機制而非國家所決定的制度 - 自由市場：所有貨幣、產品（包括資本產品）、和服務的交流都出於自願的市場 - 詐騙：包括以不誠實的行為去欺騙他人放棄某些東西或價值 - 國家：一個徵收稅賦並專注於控制和設立侵犯強迫的力量的組織 - 自願：沒有被任何人施加強迫或詐欺所影響的行為 |

這便是無政府資本主義所有权的根基，也是他們與集體主義形式的無政府主義流派不同的地方。原始佔用原則允許個人佔據所有「未佔用」的財產，包括土地；並以任何方式使用或改進之。依據羅斯巴德的說法，原始佔用一塊土地不能僅是靠著宣稱擁有之，或是建立柵欄圍繞之；它只能是經由使用土地──經由一個人的勞動去混合之──原始佔用才會是合法：「任何宣稱佔有新資源但卻沒有使用它的人，將必須考慮到那個財產的權利會被其他先行使用的侵略者所佔有。」實際上，有關土地的所有權，無政府資本主義者也承認現在地球上很少（如果有的話）有土地是沒有經過強迫的結果所轉移的──通常是經由國家的形式所奪取。無論如何，除非土地的紀錄和所有權能徹底證實竊盜行為，而且目前合法的所有人也不相信那些所有權是建立在雙方同意的情況下轉移的，否則他們也反對任何試圖糾正過去強迫行為的強迫行為（例如奪取或收回）。
藉由定義私人財產和財產權利的原則，無政府資本主義否定了國家的合法性：
「除了所有那些非正當的行為如謀殺、殺人、強姦、擅自闖入、搶劫、闖空門、盜竊、和詐騙以外，國家的存在也是和私人財產的倫理相矛盾的，因為國家是一個有權強迫壟斷土地和最終的決策（司法權）以及徵收稅賦的組織。」

### 契約社會
無政府資本主義想像中的社會被稱為契約社會。契約社會是「一個完全根基於自願行動上的社會，完全不受暴力或暴力的威脅所阻礙。」由於這個制度完全依賴人與人之間著自願的協議，即契约，作為唯一正當的架構。人們很難預測這種社會將發展成什麼樣子。這種有關未來預測的爭論在無政府資本主義者和其批評者間都存在著。
財產和服務的轉移的一個特定要件是必須透過雙方的自願，在交易的過程中不能有外部的力量去強迫個人接受或拒絕。舉例而言，一個雇主或許會願意向同性婚姻的員工提供保險和死亡救濟金，但另一個雇主也可能會拒絕承認所有在他宗教信仰之外的婚姻。個人將能自由的選擇與他人簽訂契約協議，基於語言、種族、性別、性取向和其他類型的歧視也是被允許的。無政府資本主義者主張社會的架構是能夠自我調節的，任何遭受歧視的族群都可以利用杯葛和抗議的方式來表達他們的不滿，而其他企業家則會由此發現利益（例如利潤）所在並提供這些族群服務。
無政府資本主義另一個重要的部分便是允許任何的社會架構—─只要是經由個體間的自願契約所形成的。也因此，徹底不同的「政府」和次經濟形式都可以形成，個體們可以自行組成「私有」的民主制、共和制或甚至是君主制的「政府」—只要他們自願這樣做。
無政府資本主義所不允許的社會架構之一，是企圖要求擁有比形成它的個體更大主權的社會，國家便是主要的例子，但現代的公司也是另一個例子。依據無政府資本主義的定義，公司是一種藉著它在法律上的實體與一般個人不同的優勢，來掩蓋在幕後擁有並操控公司的那些人的行徑所應負起的法律責任。值得注意的是羅斯巴德對於公司有著更狹隘的定義：「公司根本沒有壟斷的特權；它們是由一些人集合資本所自由結合的。在完全自由的市場裡，這樣的人會直接地向他們的債權人聲明，他們的債務責任只限於債權人們對公司投資的那一部分特定的資本......」不過，這只解釋了公司所有人向債權人借債的協議裡所應負起的特定責任，並不能解釋其他的債務行為，例如瀆職或犯罪。
一些無政府資本主義者則對於契約的形成權有一定限制。羅斯巴德他自己則宣稱契約的權利是建立在不能讓與的人權上，也因此所有違反了這些權利的契約都是可以被廢棄的。舉例而言，這個根基將能避免一個人販賣他自己成為奴隸。但其他一些人的解釋則認為，禁止這樣的契約將導致其本身侵犯牴觸了契約的權利。

### 私法和秩序
對於法律本身，無政府資本主義者也有許多不同的解釋。舉例而言，Linda Tannehill 在《The Market for Liberty》一書裡支持將自然法作為無政府資本主義的根基，但「無論如何都反對明定的法規。他們宣稱唯一需要做的事情就是詢問一個人是否被另一個人所侵犯，以決定一件行為的對錯。」但在另一方面，羅斯巴德在支持禁止暴力和詐騙的的態度的同時，也支持建立一套以普遍意見為基礎的法規。與Tannehill和羅斯巴德不同，大衛·佛利民主張「法規的系統在開放的市場上將能產生利潤，如同今天市場上所生產的書籍和奶罩一般。不同的法規品牌可以互相競爭，如同不同廠牌的汽車互相競爭一般。」
無政府資本主義只支持以人們自願選擇為基礎而組成及收費的機構（如法庭、軍事、警察）來保衛個人自由。依據古斯塔夫·德·莫利納里的說法「在自由的制度下，保安產業的組織將不會與其他的產業有什麼不同。」擁護者指出，私營的審判和保安系統早已存在過，在市場上自然地形成了那些能夠替代國家所缺乏的部分：私營的仲裁機構、治安警衛、街坊的守衛團體等等。
至於那些無法支付保護費用的人，則可以藉由慈善機構所發起的自願募款來獲得保護，而不是透過國家強徵稅賦來求取保護。
應報式正義（Retributive justice）意味著對於暴力使用的報復，通常也是無政府資本主義者想像中的契約社會的一環。一些人認為可以正當地對那些違犯無政府資本主義財產關係的人施以監禁和勞役刑罰，而一些人則認為驅逐出境或賠償的懲罰便以足夠。

### 暴力的使用

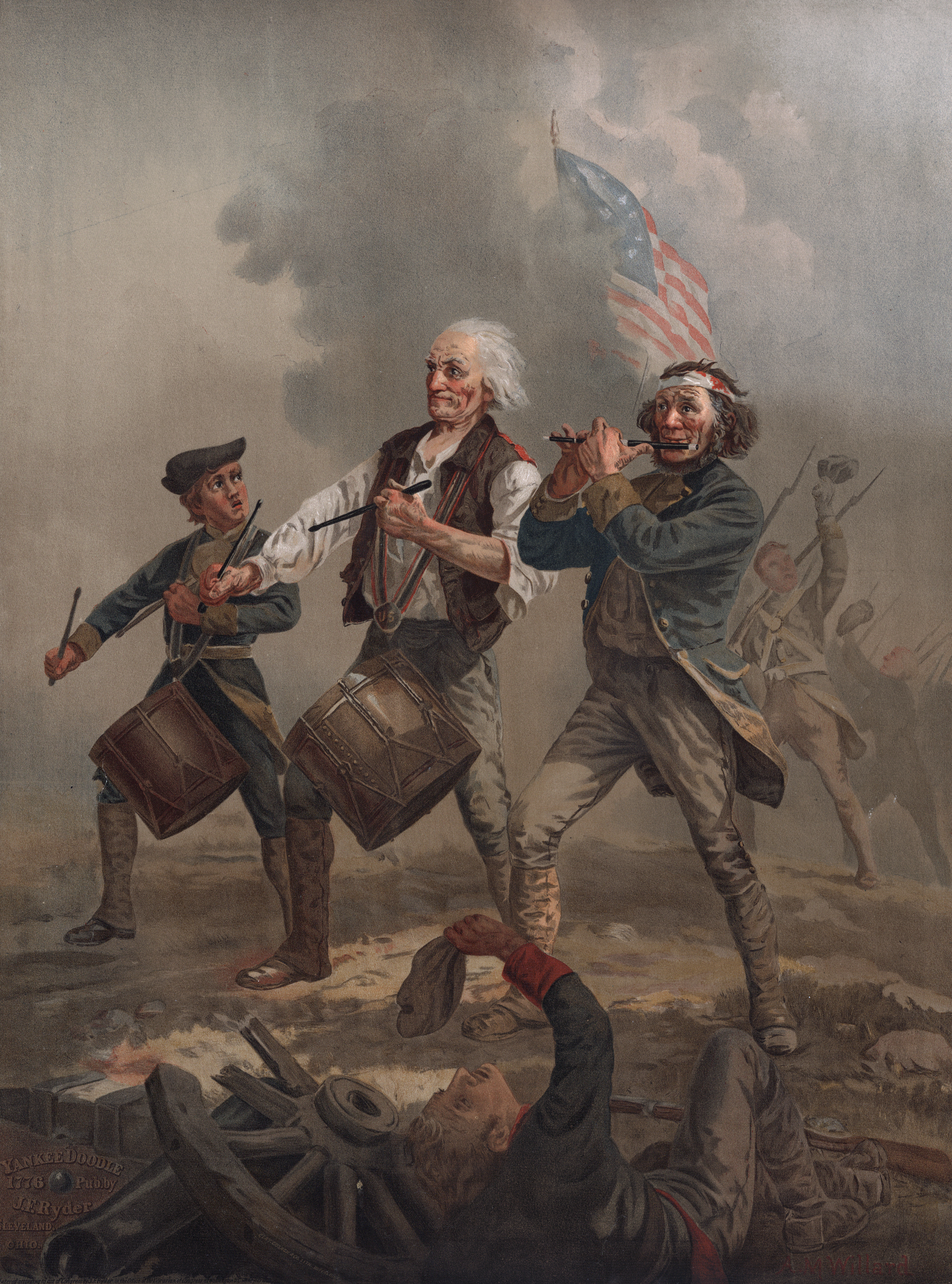
許多無政府資本主義者很欣賞美國革命，並將其視為美國歷史上唯一具正當性的戰爭。

互不侵犯原則並不一定代表著和平主义的宗旨；它禁止的是先行使用（人與人之間的）暴力。如同古典自由主義，在保衛身體和財產的情況下，無政府資本主義也允許暴力的使用。
不過，允許使用防衛性的暴力的尺度一向是無政府資本主義者間爭論的話題。一些人主張針對先行使用暴力者所施行的反擊，可以比僅僅擊退侵略者的反擊程度還要多。反對者則認為反擊行動應該以協議中定義的尺度為界線才是合法的。
另一個在防衛反擊之運用上的爭議則是以暴力革命對抗專制政權的行動，許多無政府資本主義很欣賞美國革命，視其為人民一同協力對抗限制他們自由的專制政權的戰爭。事實上，依據穆瑞·羅斯巴德的說法，美國革命戰爭是歷史上美國唯一一場具有正當性的戰爭。但這也顯示了他們對戰爭的矛盾心理，他們也強烈批評在革命中所使用的一些手段—徵稅、徵兵、通货膨胀—以及不良的結果：產生了一個國家。
一些無政府資本主義者認為以暴力抵抗和革命來對抗國家是合法的，大多數人相信使用暴力是一種最危險的手段，而暴力的革命只應該是最後的手段。
無政府資本主義制度裡的風險之一，便是可能有一些人以非法的海盗或侵略行為來操縱或剝削這個制度，創建一些私下募款經營的準軍事公司和幫派。這種狀況如果不受管理，將可能在本質上破壞這個制度的經濟競爭體系，轉變為一個以軍事競爭的封建制度，不同個體、團體、和公司間的衝突將由暴力的軍事戰鬥來解決。這個風險可以在一些規模較小和尚未工業化的第三世界國家（如索馬利亞）裡發現，在這些國家裡海盜和军阀現象都相當普遍，少數人甚至鼓吹在個體間以軍事的競爭搭配經濟的競爭。但這些都不符合無政府資本主義所提倡的制度，在無政府資本主義者看來，這些只不過是朝向完全的無政府狀態和封建制度罷了。

## 無政府資本主義者間的理論衝突
對於無政府資本主義在義務論（Deontological ethics）和結果主義（Consequentialism）的正當性一直有著爭議。自然法的無政府資本主義者（如羅斯巴德的擁護者）主張權利是由自然法決定的，與結果無關。結果主義者如大衛·佛利民則主張權利只不過是由人類所建構的，藉由契約來決定何種制度以引導向最好的結果。許多無政府資本主義者對於權利抱持主觀的論點，認為消除具侵略性的積極權利便已足夠衍生出互不侵犯原則的主張。
佛利民描述了無政府資本主義的經濟方式，與羅斯巴德不同的是，他沒有使用道德上的論據—例如，他沒有訴諸以自然法的理論來證明自身的正當性。在佛利民的著作裡，他主張經濟的論據便已足夠衍生出無政府資本主義的原則。私人的防衛或保護機構以及法庭所做的不只是保衛這些權利，同時也在自由市場上提供這些權利和其他所有要求的服務。人們將能自由選擇支付何種法律系統，而由於在經濟效率上的考慮是由個人的功利動機所決定的，這樣的法律將會在本質上傾向於自由意志主義，但會由於人們所支付的法律系統的不同而產生不同的法律機構。而且與其他無政府資本主義者—尤其是羅斯巴德不同的是，佛利民從來不曾否定「市場失靈」的理論，也不曾以一個基準的水平點來批評經濟的效率。

## 歷史

### 自由主義
參見：自由主義
無政府資本主義的哲學曾被許多其他的意識形態所影響。歷史最悠久的主要影響是古典自由主義，古典自由主義在约翰·洛克首先提出其論述後一直有兩個主題：身為人的自由、和對於國家權力的限制。人的自由是由自然權利（Natural rights）所表達的，同時將國家的權力限制在被統治者的同意上（對洛克而言）。洛克將國家視為是社會經由社會契約所形成的，後來，更多激進的自由主義者認為在社會、人類「自然的」自願互動、和國家、以及對於暴力的使用之間有著根本的分裂。
在18世紀，英國和美國的自由主義革命者反抗中央集權，但卻還沒有理論上的基礎，而一些法國經濟學家已將其理論化，但卻沒有擁護之。在19世紀，古典自由主義領導了對於中央集權的反抗。弗雷德里克·巴斯夏寫道：「國家是虛構的最好的謊言，在國家裡每個人都追求以犧牲他人來讓自己活下去。」亨利·戴维·梭罗的自由主義可以被視為改革的無政府主義，他寫道：「我衷心地接受這一句格言：『管的最少的政府就是最好的政府』；而我也希望見到這句格言更快速而有系統地發揮作用。而這最後就產生我所相信的：『最好的政府就是什麼都不管的政府』；而當人們準備好接受這種它時，那就是他們將會擁有的政府。」
第一個討論到將保護個人自由和財產的工作私營化的可能性的自由主義者，是18世紀法國的Jakob Mauvillon。後來在1840年代，Julius Faucher和古斯塔夫·德·莫利納里也支持這種辦法。莫利納里在他的論文The Production of Security裡主張「沒有政府有權利去阻撓另一個政府與它進行競爭，或是去要求保安的消費者只能選擇它來提供服務。」莫利納里與這種新的反國家的自由主義形式，將他們的論據根基在自由主義的觀點和古典經濟學上。歷史學家拉斐·萊科（Ralph Raico）宣稱這些自由主義哲學「與一種形式的個人無政府主義一起出現，或者如同今天它的稱呼，無政府資本主義或市場無政府主義。」與洛克的自由主義不同的是，洛克認為國家是從社會所發展的，反國家的自由主義者則在某些部分發現了基本的衝突：人們自願的互動—社會、和對於暴力的使用—國家。這種社會對抗國家的觀點以許多不同方式表達：自然社會對抗人工社會、自由對抗權力、契約的社會對抗權力的社會、和產業的社會對抗軍事的社會......等等。在歐洲和美國的反國家自由主義思想在莫利納里之後繼續發展，出現在赫伯特·斯宾塞以及其他思想家如奧伯倫·赫伯特（Auberon Herbert）等人的著作裡。
烏里克·海德（Ulrike Heider）在談論到「無政府資本主義族譜」時，提起麥克斯·施蒂納（Max Stirner）為「個人無政府主義的創始人」和「自由放任自由主義的始祖」依據海德的說法，施蒂納希望「不只是廢除國家，但也廢除替其成員負單責任的社會」和「只從他的財產衍生出的他的本身」施蒂納在反集體主義的基礎上反對國家的存在，改以一個「利己主義者的聯盟」取代之。
後來在20世紀初期，反國家的自由主義的衣缽被「老右派」們繼承，他們是小政府主義者、反帝國主義者、和（後來產生的）反新政者。在1950年代，新的「聯合保守主義」—又稱為「冷戰保守主義」主導了美國的右翼，強調反共產主義。這包括了那些從右派裡分裂出來的自由意志主義老右派，並尋求與反戰運動（非左派的）結盟，後來成立了明確的自由意志主義團體，也就是現在的美国自由党。

### 美國個人無政府主義
參見：美國個人無政府主義、個人無政府主義

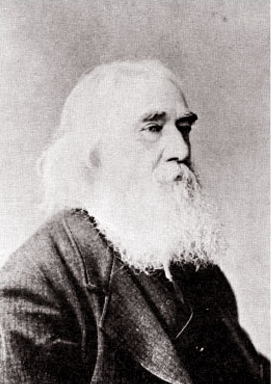
萊桑德·斯波納（1808年–1887年）。

無政府資本主義也受到19世紀美國個人無政府主義的影響，而且也被一些學者視為個人無政府主義的一種形式。羅斯巴德試著結合19世紀個人主義的理論與奧地利經濟學派的原則：「那就是，在被人稱為『奧地利經濟學派』的形體裡，對於自由市場運作的科學解釋（以及政府干預市場的後果），在這裡個人無政府主義經能輕易地融合他們的政治和社會的世界觀」（平等主義）。19世紀的個人無政府主義支持勞動價值的理論，而無政府資本主義則支持一個主觀的理論，產生了對於利潤之合法性的差異。無政府主義的歷史學家Peter Marshall認為無政府資本主義者選擇性地解釋個人無政府主義的論述，忽略了平等主義的部分。不過，Marshall也忽略了最著名的個人無政府主義者班傑明·塔克曾經明確地支持在財富上不平等的權利，並將其視為是自由的自然結果。塔克的確也反對過度的財富集中，他相信那可能是由政府干預保護壟斷而造成的。他認為最危險的政府干預是對於「銀行壟斷」的保護，將造成資本集中於少數特權精英的手上。
不過，他也認為有害地壟斷現象在政府的干預消失後仍可能存在，因為他們已經聚集了極大數量的財富。無政府資本主義者也反對政府限制銀行業務，如同奧地利經濟學派一樣，他們相信壟斷只有可能是藉由政府干預而造成的。大多數現代的個人主義者則仍保持長期以來的一貫態度，反對資本主義以免產生由政府撐腰的資本特權。個人無政府主義長期以來主張對於土地和信用的壟斷是與自由市場經濟機能相牴觸的。雖然無政府資本主義不同意對於利潤的批判議題，但兩個流派在其他的議題上都有相同態度。尤其重要的是無政府資本主義與個人主義都有私人財產的概念、「個人的主權」、市場經濟、和對於集體主義的反抗。另外，如同個人主義者一般，無政府資本主義者也相信土地可以經由先行佔有和使用來達成原始佔有的原則—也是唯一的佔有方式；不過，大多數的傳統個人主義者相信它必須被持續地使用才能保持其所有權。19世紀著名的美國個人無政府主義者包括萊桑德·斯波納和班傑明·塔克。
萊桑德·斯波納的文章，例如No Treason和Letter to Thomas Bayard都被早期無政府資本主義者的雜誌廣泛轉載，而他的觀念—尤其是他以個人主義對國家的批評和對個人權利的辯護—也常被無政府資本主義者引述。斯波納堅定地反對政府干涉經濟，並支持「取得財產的權利......是人類與生俱來的、自然的、不能奪取的權利之一......政府無權加以侵犯之......」如同所有的無政府主義者，他反對國家的管制：「所有對於利息比率的法律限制都是獨斷而專制的，壓制了一個人經由租借資本來儲藏他的勞動成果的自然權利。」他也特別反對銀行與國家的勾結，主張政府授與少數銀行的壟斷特權正是造成許多社會和經濟問題的根源。
班傑明·塔克支持對於勞動產品的所有權，他相信那是與集體主義和資本主義所有權兩者相衝突的。他堅定的支持互助主義（Mutualism）形式的勞動酬勞，認為價格應該以成本為限制。他也支持自由的市场经济，他相信那是被壟斷了信用和土地的資本主義國家所禁止的。他相信所有人都應該被允許自行經營銀行業務，並發行各自的私人貨幣，無需經過政府的特別准許。而無人使用的土地則應該被限制只能留給那些想要使用它們的人佔有。他相信如果這些主張能夠實現，那麼在經濟交易中的利潤便不可能存在了，因為提升所有人可以使用的資本將能使商業上的競爭也同步提升。對於勞動價值和「成本原則」的理論成為了互助主義與無政府資本主義之間的主要衝突。雖然塔克自稱為社會主義者以及同情勞工運動的立場使得一些早期的無政府資本主義者對他抱持著敵意，但一些人如穆瑞·羅斯巴德則支持他對國家的批評，並宣稱塔克自稱為「社會主義」並非代表反對自由市場或私人財產，而是對於政府施予商業特權的反對。不過，個人主義者主張資本主義必須依靠國家才能存在，例如凱文·卡森（Kevin Carson）主張：「身為一個互助主義的無政府主義者，我相信對於剩餘價值的徵收—如資本主義—不可能在沒有國家強制維持特權的情況下產生，也就是高利貸者、地主、和資本家們的特權。」塔克描述了皮埃爾-約瑟夫·普魯東和約書亞·沃倫的經濟主張：「雖然反對將資本的所有權社會主義化，但他們也主張將財產的利益用於造福所有人，而不是藉著多數人的貧窮來富裕少數人......完全的自由貿易、在國內的自由貿易、以及與國外的自由貿易，在邏輯上便實現了曼徹斯特原理；自由放任的普遍規律。」
無政府資本主義有時也被其支持者視為是個人無政府主義的一種形式，儘管在事實上原始的個人無政府主義普遍反對資本主義（例如他們反對利潤，而利潤正是資本主義的基本原則）。一些組織如mutualist.org （页面存档备份，存于）也仍然維持「自由市場反資本主義」的立場，而一些個人主義者如Larry Gambone則主張所有的資本主義都屬於國家資本主義。不過，一些自認為是個人主義者的無政府資本主義者，也承認原始的個人無政府主義裡是普遍反對資本主義的。另外，歷史學家Guglielmo Piombini也稱無政府資本主義是個人無政府主義的一種形式，雖然沒有提出特定的證據。集體主義的無政府主義作家Iain McKay和歷史學家Peter Sabatini則主張無政府資本主義是與個人無政府主義有著根本上的衝突的。
與無政府資本主義在財產和自由的私人保護理論上最相近的，或許是19世紀的個人無政府主義者維多·尤拉斯（Victor Yarros）：
無政府主義意味著沒有政府，但並不意味著沒有法律和沒有強制存在。這看起來可能是自相矛盾的，但這在無政府主義對政府的定義上是前後一致的。無政府主義者反對政府，不是因為他們不信任對於罪犯的懲罰和對侵略的反抗，而是因為他們不信任義務的保護制度。沒有經過人民同意的保護制度和稅賦制度本身便是一種侵略；也因此無政府主義支持一個稅賦和保護制度都出於自願的制度。

### 奧地利經濟學派
參見：奧地利經濟學派

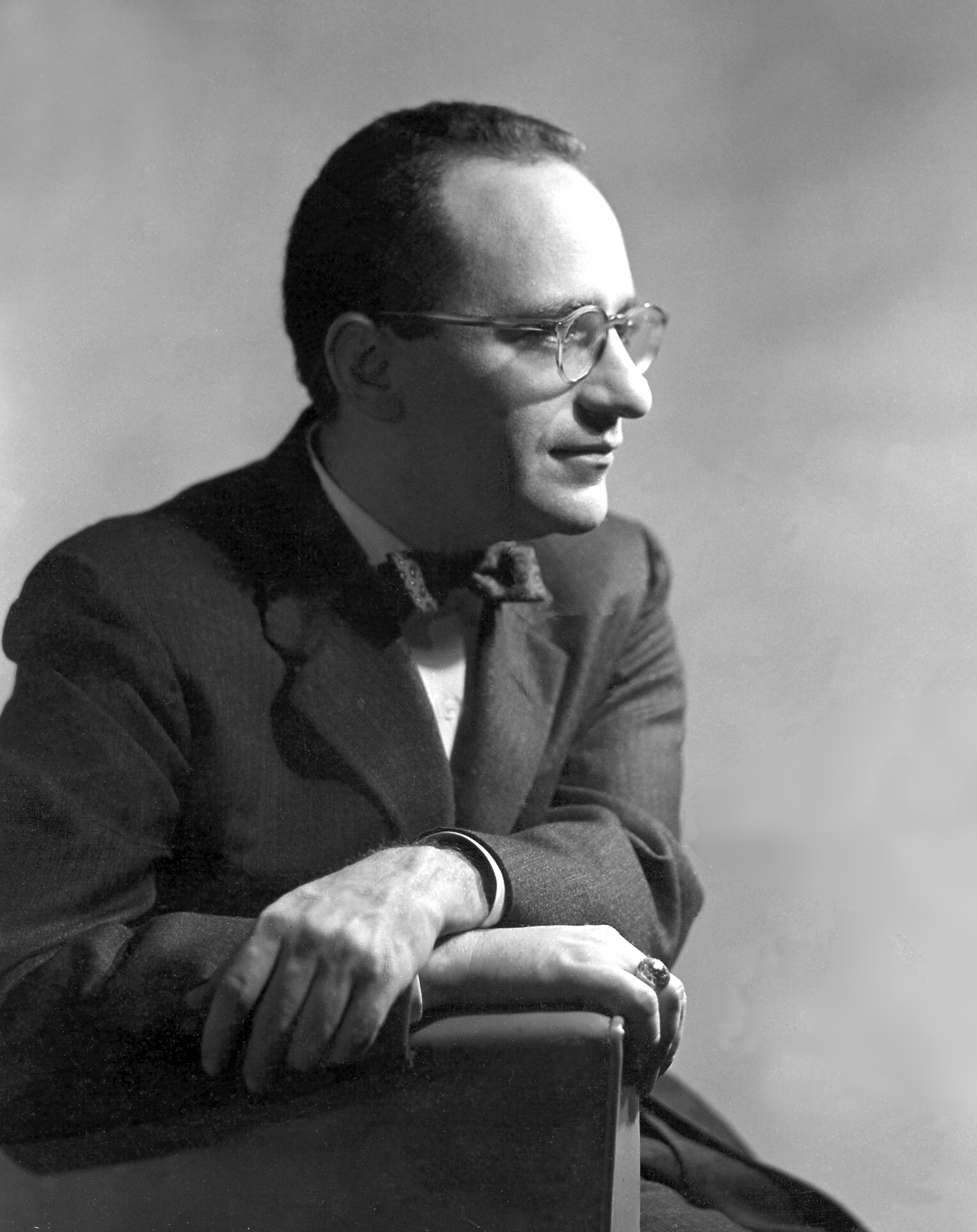
穆瑞·羅斯巴德（1926年–1995年）。

奧地利經濟學派是隨著卡爾·門格爾在1871年出版的《經濟學原理》（Principles of Economics）一書而成立的。學派的成員將經濟學作為一種先驗的（a priori）系統來研究，如同邏輯學和數學，而非作為如地質學一般的實證科學。它試著探索人類行為的原理（在奧地利傳統稱為「人類行為學」）並以此進行推論。之中一些人類行為的原則是：
- 人類的行為都是有目的地。
- 人類喜歡更多的利益。
- 人類喜歡先行佔有利益，而不是讓他人搶先。
- 貿易中的任何一方，都預估自己會因此獲利。

這些是宏觀層次的歸納，或是启发法，這些原則對於許多人而言都是真實的，但對某個特定的人而言並不一定正確。
即使在稍早的年代，奧地利經濟學派被用做理論上的武器，以對抗社會主義和中央集權社會主義的政策。卡爾·門格爾的同僚歐根·馮·博姆-巴維克 寫下了論文The Exploitation Theory of Socialism-Communism，成為最早期批評社會主義的文章之一。後來，弗里德里克·哈耶克寫下《通往奴役之路》一書，主張计划经济摧毀了市場價格反應供需資訊的功能，而對於經濟的控制則導致極權主義。另一個重要的奧地利學派經濟學者是路德維希·馮·米塞斯，寫下了《人類行為》一書。
米塞斯的學生穆瑞·羅斯巴德則試圖將奧地利經濟學派與古典自由主義和個人無政府主義結合，也是「無政府資本主義」一詞的創造者。他也很可能是第一個使用了「自由意志主義」（Libertarian）一詞來描述擁護資本主義的態度（也是目前在美國這一詞代表的涵義）。他所受的是經濟學的教育，但相當精通歷史和政治哲學領域。在年輕時，他自認為是「老右派」—美國共和黨裡的一個反中央集權和反政府干涉的派系，並且與左派的反戰團體結盟。後來羅斯巴德成為了美國自由黨的創始人之一。在1950年代後期，羅斯巴德曾與艾茵·兰德的客觀主義哲學團體有所牽扯，但不久後便與之決裂。羅斯巴德的著作，如Man, Economy, and State、Power and Market、The Ethics of Liberty、和For a New Liberty都被一些人視為是自由意志主義思想的經典作品。

## 現實世界中的無政府資本主義

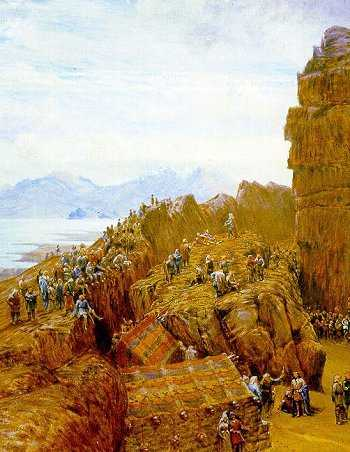
大衛·佛利民和羅伯特·諾齊克認為中世紀的冰島有著一些無政府資本主義社會的特色。

無政府資本主義主要是在理論上的，即使是支持其理論的評論家也承認，它永遠都只是一個乌托邦的理想。儘管如此，一些無政府資本主義者指出了某些真實存在的社會，以說明沒有國家的資本主義體制的確能順利運作。

### 中世紀冰島
依據大衛·佛利民的說法，「中世紀的冰岛有許多獨特而有趣的特色；或許是由一個瘋狂的經濟學家所創造的社會，以實驗市場體制究竟能取代國家功能至何種地步。」他並沒有直接宣稱那是無政府資本主義，他主張930年至1262年之間的冰島聯邦有著無政府資本主義社會的「許多特色」—當時冰島的法律和執法制度是完全私營化的—也證明了那樣的一個社會要如何運作。「即使出現了在冰島法律制度屬於「公共」的犯罪，它也是藉著給予一些個人（在一些情況下是由受影響的人所挑選）審判案件並收集罰款的權利來執法，也因此成為了本質上的私營制度。」
不過一些人也反對這種說法，主張中世紀的冰島屬於一個自治體制而不是個人的社會—「社區本質的人們……被吸引至中世紀冰島……經濟上很少有市場的存在。社會間的關係高於經濟間的關係。」而且當自由市場終於出現時，那便是造成共和國終結的原因—「在12世紀，財富和權力開始聚集於少數族長手上，而到了1220年，6個主要的家族統治了整個國家。這些家族間展開互相殘殺的權力鬥爭，而被精明地挪威國王哈康四世利用，最後終結了舊共和國。」

### 現代索馬利亞

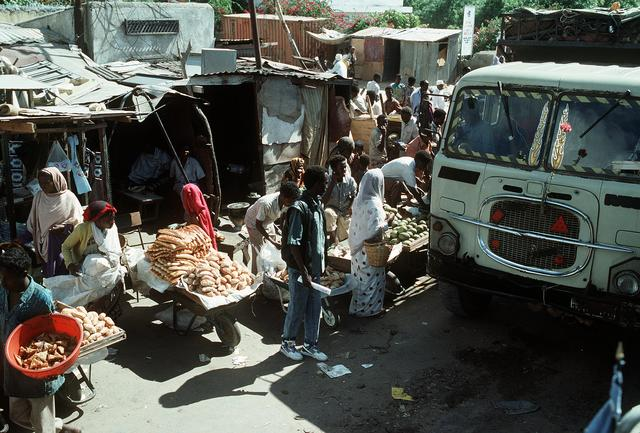
索馬利亞的市場，1992年。當時正值索馬利亞內戰。

最近以來，索馬利亞常被舉出作為現實世界裡沒有國家的資本主義經濟和法律系統的例子。自從1991年以來，整個索馬利亞都沒有國際間承認的政府出現，很大一部分的領土是由一些未被承認的微型國家所統治，例如索马里兰、邦特兰。其他包括首都摩加迪休在內的領土則被一些互相競爭的军阀們分割統治。也因此在許多地區都沒有正式的商業管制和執照規定，個人和商行則支付金錢給私營的保安公司和地方軍閥，而不是「納稅」給一個國家。
索馬利亞本來已經是世界上最貧窮的國家之一，由於內戰而變得更為貧窮。不過內戰結束後經濟也逐漸增長。依據美國中央情報局的報告，「儘管表面上處於無政府狀態，索馬利亞的服務產業仍然得以存活並繼續增長。摩加迪休的主要市場販賣著各種產品，從食物到現代的電子器具一應俱全。旅館也繼續營業，由民兵提供保護。」不過，索馬利亞依然是世界上嬰兒死亡率最高的地區之一，有10%的嬰兒死於出生時，25%在5歲前夭折。國際的援助組織無國界醫生也進一步指出當地的暴力行為非常頻繁。一份2000年的統計指出只有21%的人口在住家裡有安全的飲用水源。此外，「成人識字率估計從1989年的24%下跌至2001年的17.1%」（WB study （页面存档备份，存于））。最近2003年的一份研究則指出識字率提升至19%了（WB study）。政府垮台和接踵而至的內戰對於索馬利亞的人民發展衝擊極大，造成了政治制度的垮台、社會和經濟公共建設的破壞，和龐大的國內及國外的移民潮。
儘管如此，在一些領域裡私營的部分適應了這種情況，在世界銀行的調查裡指出「金融和一些公共建設服務的基礎系統在政府微弱甚至無政府的情況下，或許運作情況會比一般人想像中的要好。」新聞記者Kevin Sites在前往索馬利亞旅行後指出：「索馬利亞雖然極度地貧窮，卻是自由意志主義者夢想中的國度。自由企業繁榮發展，而密集的商業競爭成為管制的唯一形式。索馬利亞有著非洲國家裡數一數二的電信服務，一些公司已經能提供替辦公室和住家牽連電話線的服務，包括了國際的長途通信，收費大約每月$10。」一家名為Abdullahi Mohammed Hussein of Telecom Somalia的電信公司則宣稱「政府的郵政和電信公司曾經壟斷了這些業務，但自從政權垮台後，我們便能自由地創立自己的事業了。」（依據BBC的報導 （页面存档备份，存于））不過，世界銀行的報告也指出只有1.5%的人口擁有電話。自從1991年來索馬利亞依然是世界上最貧窮的國家之一，不過，財富的分配顯示出比其他的非洲國家更為一致。在1998年調查過最貧窮（生活在低於PPP$1元以下的人口）的狀況後，索馬利亞現在已經發展的比更富裕的西非和鄰近國家好了。
無政府資本主義的必要成分是以私人的商業—而不是由稅賦支撐的機構，來保護個人自由和財產。在這方面，索馬利亞的處境仍距離無政府資本主義有相當差距，因為它非常缺乏這方面的選擇。雖然在摩加迪修等一些城市地區有私營的警察並相對而言較為安全，但依據一些新聞報導 （页面存档备份，存于），犯罪行為在其他地區蔓延。摩加迪修的商人們組織起來籌募資金雇用私營的警察，在城市街道巡邏以阻止小型犯罪。也出現了一個初步的法律系統，被稱為「供應、判決、和執行法律的自由市場」私營的發展是否會形成高品質的保安服務仍有待觀察。
法律的系統以及大多數的教育機構和社會服務都改由宗教組織控制，這些機構也時常獲得國際間伊斯蘭慈善團體的重要資金援助和支援。在2005年這些宗教組織聯合形成了聯合伊斯蘭法庭，之後一些軍閥開始挑戰這些以伊斯蘭教法為根基的司法機構。在摩加迪修的戰鬥後，聯合伊斯蘭法庭於2006年6月控制了摩加迪修和其週遭地區。

## 批評
無政府資本主義是自由主義的激進發展形式，因此，相同的批評也能適用於針對自由主義、自由放任資本主義和資本主義，除了一些無政府資本主義與古典自由主義不同的地方以外（例如司法制度）。

### 實踐上的質疑
批評者宣稱無政府資本主義在實踐上會導致退化為財閥政治和封建制度。他們主張對於一些擁有強迫力量的團體（如私營警察、保安和軍事部隊）而言，剝削弱勢團體將是在經濟上相當理性的選擇，在這樣的環境下，海盜、軍事帝国主义、和奴隸制度將是非常有利可圖的。他們主張那些「保安」組織將會運用強迫的權力，最後他們必然成為事實上的國家。無政府资本主義者對此的回應則是，保安等组织并没有垄断持枪权，即安资必定允许公民持枪，要達成這樣的支配必須付出極端的代價，即使是最強大的勢力亦然。這些勢力反而會傾向於與所有人進行貿易。当今社会各国也逐渐减少牺牲士兵夺取利益的行为，而损失一个士兵对于一个大国家和一个小雇佣兵组织而言，显然是对雇佣兵组织的损失更大。
客觀主義者則主張，在一個沒有警察勢力保護以避免暴力和破壞契約的社會，公民間的糾紛將會導致幫派的形成，使得暴力行為層出不窮，形成一個部落分割的內戰環境。同時他們也認為，無政府資本主義者太過簡單地否定了一個規模受限的立憲政府的可能性。部分派系無政府资本主義者则主张保留法律，认为私人法庭等的存在是可能的。
小政府主義者和中央集權主義者則認為「搭便車問題」使得無政府資本主義者（以及更廣泛地說，任何反國家的政治系統）在現代社會根本無法運作，私營的公共利益服務將使得一些沒有付費的人也能從中受益（舉例而言，雇用警衛維持治安，受益的不只是繳費者，其他轄區裡的居民也能因此受益），從而導致沒有人願意付費的。他們主張一些不可或缺的產品或服務—例如平民或軍事防衛、對於公共資源的管理、以及公共利益如道路或燈塔的提供—都不可能在沒有一個政府行使有效控制的情況下產生，也因此若是真的如無政府資本主義所要求的廢除了國家，將會產生一場大災難，又或者最終導致政府的壟斷重新建立，以解決因為廢除國家而造成的協調問題。來自一些自由市場經濟學者的反駁則強調，无政府主义仅仅在于没有压迫人的公共权力而非没有任何合作及组织，撘便車問題可以藉由私營的契約擔保來解決。一些無政府資本主義者也爭論「公共利益」的「問題」，稱那只不過是幻覺罷了，而且也誤解了個人能生產類似服務的潛力。其他人如大衛·佛利民則指出市場失靈的問題在私營市場裡只有可能是因為控制了國家行動的政治市場 （页面存档备份，存于）失靈而發生。
羅伯特·諾齊克則在Anarchy, State and Utopia一書裡主張，無政府資本主義將不可避免地轉化為一個小政府主義國家，即使是在沒有任何人違犯互不侵犯原則的情況下，市場競爭的結果最後終將形成一個單一的地區性私營防衛和司法機構，與所有人的利益相結合，因為其他的機構無法有效地與最主要的機構競爭。也因此他感覺到，即使無政府資本主義的理論是正確的，它所產生的不穩定制度將無法在現實世界持久。

### 道德上的質疑
批評者也指出無政府主義者的道德觀並沒有擔保任何積極的道德義務以協助他人（利他主義的道德原則）。如同其他自由意志主義者，無政府資本主義者會主張根本沒有這樣的道德義務存在，或是主張如果一個協助他人的道德義務真的存在，那麼也會存在一個根本的道德義務確保個人不會被強迫執行前者的義務。無政府資本主義者認為是否協助他人應該出自一個人自由的選擇，而不承認任何形式的社會責任存在。他們如同右翼自由意志主義者一樣，認為有著積極權利與消極權利的差別，消極權利應該被認可，但積極權利則被否定。批評者通常認為這種態度是不道德或自私的，又或者拒絕承認在積極和消極權利間存在著差異。
財產所有權和其衍生的權利一向是不同哲學家間爭論的重心之一。許多批評者對財產權利的看法都沒有無政府資本主義者如此純粹。主要的議題在於何種東西才是合法的財產、而又是什麼樣的行為構成了對於財產的拋棄。第一個問題即使在無政府資本主義者間都經常引起爭論：有一些人否認知识产权—在經濟上沒有實體的產品的合法性。一些支持私人財產的人也質疑無政府資本主義的理論裡未使用的土地是否屬於合法的財產（個人無政府主義）。第二個議題則是社會主義者普遍批評的部分，他們不相信有著財產的拋棄行為存在。無政府資本主義對於拋棄行為有著嚴格的判斷標準：一個人維持所有權（或多或少）直到他同意交易它或贈送它。對於這種觀點的批評則抱持較寬鬆的判斷標準；例如，只要一個人停止使用之，他便失去其所有權（或多或少）。同樣地，大多數的社會主義者以及其他將土地和自然资源視為是公共所有的哲學都厭惡原始佔用的概念。也有哲學家認為對土地和自然資源宣稱所有權是不道德和非法的，也因此反對將土地所有權作為前提的無政府資本主義。
功利主义則簡單地批評無政府資本主義並沒有發揮最大化的功利，認為他們無法達成其目標。這樣的批評來自於許多不同的政治觀點和意識形態，而不同的批評者也對何種系統才能對最多人達成最多的利益有著不同的看法。無政府資本主義者將互不侵犯原則視為是一種在文明人類行為上的「邊際約束」（side-constraint），或者是人類社會的必要條件（赫伯特·斯宾塞、穆瑞·羅斯巴德），也因此不該使用含糊的功利主義價值觀。另一個奧地利經濟學派的回應則主張個人的功利並非加法的量能衡量的，也因此總結道所有功利主義的理論在邏輯上和數學上都是無效的。儘管米塞斯本人是從功利主義的角度上來為他的自由放任資本主義理論來撐腰的，仍有大量現代的激進自由意志主義者完全反對功利主義，認為功利主義是一種模糊不清的概念。

### 術語上的矛盾
市場無政府主義者認為資本主義制度本質上是一種等級制度，而無政府主義主張廢除所有形式的等級制度，故此他們認為無政府資本主義是一個自相矛盾的術語，並且聲稱真正的自由市場不會是資本主義化的。

### 無法構建真正的自由市場
共產無政府主義者及無私主義者認為由於無政府資本主義不主張廢除存在於公司內部的等級制度，加上資本主義制度本質上是具有強迫性的，因此即使無政府資本主義成功被實現，真正的自由市場仍然不會出現。

### 無法構建真正的自由社會
社會無政府主義者認為實現無政府資本主義一事將不可避免地造成經濟上的不平等。

### 無法給個人帶來完全的自由
無政府共產主義者認為無政府資本主義者反對廢除僱傭勞動方式、私有制及貨幣等等，也不主張完全消除權力不平衡的現象，故此無政府資本主義社會上的人們不會是完全自由的。

## 关文學

### 非小說
以下是一部分無政府資本主義論述的重要作品
- 穆瑞·羅斯巴德 現代無政府資本主義之父：
  - Man, Economy, and State （页面存档备份，存于） 基本的奧地利經濟學派作品
  - Power and Market （页面存档备份，存于）  對於國家資本主義介入經濟的分級
  - The Ethics of Liberty （页面存档备份，存于） 對自由社會的道德辯護
- 弗雷德里克·巴斯夏, The Law （页面存档备份，存于） 激進的古典自由主義
- 大衛·佛利民, The Machinery of Freedom  對於無政府主義的功利辯護
- 奧伯倫·赫伯特（Auberon Herbert）, The Right and Wrong of Compulsion by the State
- 艾爾伯特·傑伊·諾克, Our Enemy the State 將奧本海默的論點運用至早期美國歷史
- Juan Lutero Madrigal, anarcho-capitalism: principles of civilization
- 弗蘭茨·奧本海默, The State 對於國家的分析；經濟手段與政治手段
- 羅伯特·諾齊克, Anarchy, State, and Utopia Academic 自由意志主義的哲學
- 赫伯特·斯宾塞, Social Statics （页面存档备份，存于） 包括論文"The Right to Ignore the State"
- Morris & Linda Tannahill, The Market for Liberty 對於個人防衛機構的經典作品

### 小說
無政府資本主義在一些文學作品上出現，尤其是科幻小说。其中一個例子是罗伯特·海因莱茵1966年的小說The Moon Is a Harsh Mistress，他在書裡提起了「理性無政府主義」一詞，而火星三部曲中，出現了在太空代替國家機能的企業。

### 電影
因為現實並未出無政府資本主義社會，所以只可能出現在電腦叛客系的科幻電影中，要注意這些影片雖然批判這個社會，但仍然認為在某程度上是可行的，只是其實比現實社會為差的反烏托邦。著名作品有:
- 鐵甲威龍系列
- 異形系列
- 銀翼殺手
- 國定殺戮日系列電影

## 外部連結
- 中的“無政府資本主義”
- 无政府资本主义 FAQ （页面存档备份，存于）